# Barbara W. Snelling
Barbara Tuttle Weil Snelling (* 22. März 1928 in Fall River, Massachusetts; † 2. November 2015 in South Burlington, Vermont) war eine US-amerikanische Politikerin, die von 1993 bis 1997 Vizegouverneurin von Vermont war.

## Leben
Barbara Weil Snelling wurde 1928 in Fall River, Massachusetts geboren. Sie erwarb einen Bachelor am Radcliffe College in Cambridge, Massachusetts. Im Jahr 1947 heiratete sie Richard A. Snelling, der von 1977 bis 1985 und von 1990 bis zu seinem plötzlichen Tod 1991 Gouverneur von Vermont war. Das Paar bekam vier Kinder.
Als First Lady von Vermont war sie Gründungsvorsitzende der Freunde des Vermont State House, einer Gruppe, die sich für die Restaurierung des State Houses einsetzt. Nach dem Tode ihres Mannes kandidierte sie als Mitglied der Republikanischen Partei im Jahr 1993 für das Amt der Vizegouverneurin von Vermont. Dieses Amt übte sie nach einer Wiederwahl für zwei Amtszeiten aus. Im Jahr 1996 startete sie einen Wahlkampf um das Amt des Gouverneurs von Vermont, den sie jedoch aufgrund einer Gehirnblutung abbrach.
Nach ihrer Genesung kehrte sie in die Politik zurück und zog zweimal in den Senat von Vermont ein. Die erste Amtszeit dauerte von 1997 bis 1999, die zweite Amtszeit von 2001 bis 2003. In dieser Zeit war sie Mitglied im Appropriations Committee, im Natural Resources and Energy Committee sowie im Health and Welfare Committee.
Snelling wurde im Jahr 2000 von Präsident Bill Clinton in das United State Institute of Peace berufen, eine parteiübergreifende Vereinigung, die Frieden und Konfliktlösung durch Bildung und Ausbildung fördert.
Im Jahr 2002 gab sie ihren Sitz im Senat zurück und Gouverneur Howard Dean übertrug dieses Amt auf ihre Tochter Diane Snelling.
Neben ihrer politischen Karriere war sie im Bildungsbereich von Vermont aktiv. Sie war Mitglied des Shelburne School Board, Vorsitzende des Board of Champlain der Union Valley High School, Präsidentin der Vermont School Board Association, von 1974 bis 1982 Vizepräsidentin für Development and External affairs an der University of Vermont sowie Kuratorin am Champlain College und am Shelburne Museum.
Sie erhielt Ehrendoktortitel von der Norwich University und dem Middlebury College. Die University of Vermont verlieh ihr den Ehrendoktor Doctor of Laws.
Snelling gründete die Firma Snelling and Kolb, Inc., eine internationale Beratungsfirma für Non-Profit-Organisationen, und war zudem im Aufsichtsrat der Chittenden Bank, der Lake Champlain Regional Chamber of Commerce, des Vermont Council on Quality und des New England Dollars for Scholars.